# Lijst van voetbalinterlands Belize - Saint Vincent en de Grenadines
Deze lijst van voetbalinterlands is een overzicht van alle officiële voetbalwedstrijden tussen de nationale teams van Belize en Saint Vincent en de Grenadines. De landen speelden tot op heden vijf keer tegen elkaar. De eerste ontmoeting, een kwalificatiewedstrijd voor het Wereldkampioenschap voetbal 2014,  was op 11 november 2011 in Belmopan. Het laatste duel, een groepswedstrijd tijdens de CONCACAF Nations League 2023/24, werd gespeeld in Saint George's (Grenada) op 21 november 2023.

## Wedstrijden
| № | Plaats         | Datum            | Competitie                      | Wedstrijd                        | Uitslag |
| - | -------------- | ---------------- | ------------------------------- | -------------------------------- | ------- |
| 1 | Belmopan       | 11 november 2011 | WK 2014 kwalificatie            | Belize − St. Vincent en de Gren. | 1 − 1   |
| 2 | Kingstown      | 15 november 2011 | WK 2014 kwalificatie            | St. Vincent en de Gren. − Belize | 0 − 2   |
| 3 | Belmopan       | 30 augustus 2019 | Vriendschappelijk               | Belize − St. Vincent en de Gren. | 1 − 1   |
| 4 | Belmopan       | 8 september 2023 | CONCACAF Nations League 2023/24 | Belize − St. Vincent en de Gren. | 1 − 2   |
| 5 | Saint George's | 21 november 2023 | CONCACAF Nations League 2023/24 | St. Vincent en de Gren. − Belize | 3 − 0   |

## Samenvatting
| Competitie              | Totaal gespeeld | Winst Belize | Gelijk | Winst St. Vincent en de Gren. | Doelsaldo Belize – St. Vincent en de Gren. |
| ----------------------- | --------------- | ------------ | ------ | ----------------------------- | ------------------------------------------ |
| WK-kwalificatie         | 2               | 1            | 1      | 0                             | 3 − 1                                      |
| CONCACAF Nations League | 2               | 0            | 0      | 2                             | 1 − 5                                      |
| Vriendschappelijk       | 1               | 0            | 1      | 0                             | 1 − 1                                      |
| Totaal                  | 5               | 1            | 2      | 2                             | 5 − 7                                      |

Wedstrijden bepaald door strafschoppen worden, in lijn met de FIFA, als een gelijkspel gerekend.
FFB · A-internationals · Bondscoaches · Statistieken · Belizaans vrouwenelftal
1990 – 1999 ·
2000 – 2009 ·
2010 – 2019 ·
2020 − 2029
1995 · 
1996 · 
1997 · 
1998 · 
1999 · 
2000 · 
2001 · 
2002 · 
2003 · 
2004 · 
2005 · 
2006 · 
2007 · 
2008 · 
2009 · 
2010 · 
2011 · 
2012 · 
2013 · 
2014 ·
2015 ·
2016 ·
2017 ·
2018 ·
2019 ·
2020 ·
2021 ·
2022 ·
2023 ·
2024
Anguilla ·
Bahama's ·
Barbados ·
Bermuda ·
Canada ·
Costa Rica ·
Cuba ·
Dominicaanse Republiek ·
El Salvador ·
Grenada ·
Guatemala ·
Guyana ·
Haïti ·
Honduras ·
Kaaimaneilanden ·
Mexico ·
Montserrat ·
Nicaragua ·
Panama ·
Puerto Rico ·
Saint Kitts en Nevis ·
Saint Vincent en de Grenadines ·
Trinidad en Tobago ·
Turks- en Caicoseilanden ·
Verenigde Staten
SVGFF · A-internationals · Vrouwenelftal van Saint Vincent en de Grenadines
Amerikaanse Maagdeneilanden ·
Anguilla ·
Antigua en Barbuda ·
Aruba ·
Bahama's ·
Barbados ·
Belize ·
Bermuda ·
Britse Maagdeneilanden ·
Canada ·
Costa Rica ·
Cuba ·
Curaçao ·
Dominica ·
Dominicaanse Republiek ·
El Salvador · 
Grenada ·
Guatemala ·
Guyana ·
Haïti ·
Honduras ·
Jamaica ·
Kaaimaneilanden ·
Mexico ·
Montserrat ·
Nederlandse Antillen ·
Nicaragua ·
Puerto Rico ·
Saint Kitts en Nevis ·
Saint Lucia ·
Suriname ·
Trinidad en Tobago ·
Turks- en Caicoseilanden ·
Verenigde Staten